# RetroArch
RetroArch est l'implémentation de référence de l'API libretro,. Elle est libre, open source (Licence GPLv3) et multiplate-forme, dont la première version est sortie le 26 mai 2010. La licence des cœurs peut varier, certains émulateurs SNES sont par exemple interdits à la commercialisation.
Les auteurs la décrivent comme un frontal pour les émulateurs, moteurs de jeu, jeux vidéo, lecteurs multimédia, et autres applications, conçu pour être rapide, léger, portable et sans dépendances.
RetroArch fait fonctionner des programmes convertis en bibliothèques partagées (appelées libretro cores), et utilisant différentes interfaces utilisateurs telles que des interfaces en ligne de commande (CLI) et quelques interfaces graphiques (GUI) optimisées pour les manettes de jeu (la plus célèbre étant appelée XMB, un clone de la XrossMediaBar de Sony), différents pilotes d'entrée, audio et vidéo, ainsi que des fonctions avancées comme le contrôle dynamique de la vitesse, des filtres audio, des shaders multi-passe, le jeu en réseau, la possibilité de revenir en arrière dans une partie, des options de triche dans les jeux , etc.
RetroArch a été porté sur de nombreuses plateformes,.

## Systèmes supportés
RetroArch peut faire fonctionner n'importe quel cœur libretro. Bien que Retroarch soit disponible pour de nombreuses plateformes, le fonctionnement de ceux-ci varie en fonction des plateformes.
Voici une liste non exhaustive de systèmes fonctionnant sous RetroArch, et le projet sur lequel le cœur se base.

Depuis le 6 avril 2023, il n'est plus possible pour les joueurs Xbox One et Xbox Series d'émuler RetroArch, Microsoft a interdit les émulateurs sur ses consoles.
| Système                       | Basé sur                                   |
| ----------------------------- | ------------------------------------------ |
| 3DO                           | 4DO                                        |
| Arcade                        | MAME MESS FinalBurnAlpha FinalBurnNeo      |
| Atari 2600                    | Stella                                     |
| Atari 5200                    | Atari800                                   |
| Atari 7800                    | ProSystem                                  |
| Atari Jaguar                  | Virtual Jaguar                             |
| Atari Lynx                    | Mednafen Handy                             |
| Atari Falcon                  | Hatari                                     |
| Cave Story                    | NXEngine                                   |
| Bomberman                     | Mr. Boom                                   |
| CHIP-8                        | Emux                                       |
| ColecoVision                  | blueMSX                                    |
| Commodore 64                  | VICE                                       |
| Doom                          | PrBoom                                     |
| Dreamcast                     | Redream Reicast                            |
| Famicom Disk System           | Nestopia higan                             |
| FFmpeg                        | FFmpeg                                     |
| Game Boy / Color              | Emux Gambatte SameBoy TGB Dual higan       |
| Game Boy Advance              | Mednafen gpSP Meteor mGBA VisualBoyAdvance |
| GameCube                      | Dolphin                                    |
| Game Gear                     | Genesis Plus GX                            |
| MSX                           | fMSX blueMSX                               |
| Neo-Geo Pocket / Color        | Mednafen                                   |
| NEC PC-98                     | Neko Project II                            |
| Nintendo 64                   | Mupen64Plus ParaLLEI N64                   |
| Nintendo Entertainment System | higan Emux FCEUmm Nestopia UE QuickNES     |
| Nintendo DS                   | DeSmuME                                    |
| Nintendo 3DS                  | Citra                                      |
| Odyssey²                      | O2EM                                       |
| PC-FX                         | Mednafen                                   |
| 32X                           | Picodrive                                  |
| Mega CD/Sega CD               | Genesis Plus GX                            |
| Mega Drive/Genesis            | Genesis Plus GX                            |
| Master System                 | PicoDrive Genesis Plus GX                  |
| PlayStation Portable          | PPSSPP                                     |
| PlayStation                   | Mednafen PCSX ReARMed                      |
| Pokémon Mini                  | PokeMini                                   |
| Quake 1                       | TyrQuake                                   |
| Sega Saturn                   | uoYabause Mednafen                         |
| Super NES                     | Bsnes higan Snes9x                         |
| Thomson MO/TO                 | Theodore                                   |
| Tomb Raider                   | OpenLara                                   |
| TurboGrafx-16 / SuperGrafx    | Mednafen                                   |
| TurboGrafx-CD                 | Mednafen                                   |
| Vectrex                       | VecXGL                                     |
| Virtual Boy                   | Mednafen                                   |
| WonderSwan                    | Mednafen                                   |
| ZX Spectrum                   | Fuse                                       |
| ZX81                          | EightyOne                                  |